# Statue de Pehr Evind Svinhufvud
La statue de Pehr Evind Svinhufvud  (en finnois : P. E. Svinhufvudin patsas) est une statue érigée dans le quartier de Etu-Töölö à Helsinki en Finlande.

## Description
La statue du président finlandais Pehr Evind Svinhufvud, réalisée par le sculpteur Wäinö Aaltonen est située devant le palais du Parlement de Finlande à Helsinki. 
La statue a été érigée en 1961. 
Les statues de Pehr Evind Svinhufvud et Kaarlo Juho Ståhlberg, sculptées par Wäinö Aaltonen, sont placées sur les côtés opposés de la pelouse devant le Parlement le long de Mannerheimintie, Pehr Evind Svinhufvud à l'extrémité sud et Kaarlo Juho Ståhlberg à l'extrémité nord.
La statue est en bronze et son socle est en granite rouge. 
Pehr Evind Svinhufvud est représenté debout, sa main gauche dans la poche de son manteau et son poing droit  appuyé sur une petite table. 
Frapper du poing sur la table souligne l'autorité du président, tandis que son apparence incarne le caractère national de Pehr Evind Svinhufvud, connu sous le nom de « Ukko-Pekka ».
La hauteur de la statue sans son piédestal est de 2,8 mètres.
Wäinö Aaltonen a utilisé le même modèle pour la sculpture de la statue de Pehr Evind Svinhufvud que pour la statue de Kaarlo Juho Ståhlberg qu'il a réalisée en même temps.
Contrairement à la plupart des monuments commémoratifs des présidents finlandais situés à Helsinki, il n'y a pas ete organisé de concours pour la statue de Pehr Evind Svinhufvud, mais la fondation commémorative P. E. Svinhufvud l'a commandée directement au sculpteur Wäinö Aaltonen en 1957, un an après que la statue voisine de Kaarlo Juho Ståhlberg lui ait également été commandée,. 
Wäinö Aaltonen a achevé la statue du Président Svinhufvud entre 1957 et 1959, et elle a été dévoilée à l'occasion du 100ème anniversaire de la naissance de Pehr Evind Svinhufvud, le 15 décembre 1961.

## Galerie

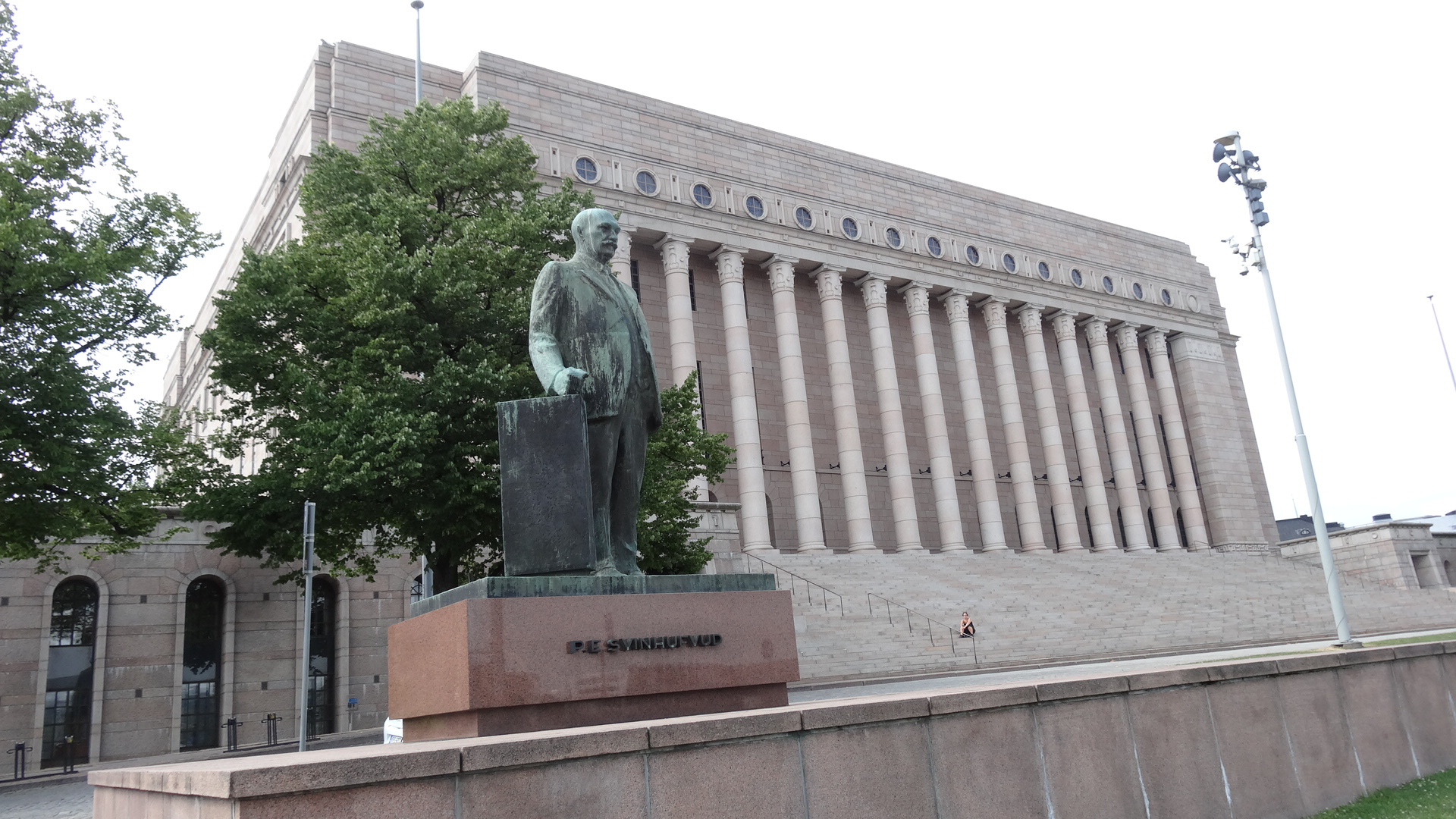
La statue devant le parlement de Finlande.